# Lonking Holdings
Lonking Holdings Limited (кит. упр. 中国龙工) — одна из крупнейших машиностроительных компаний Китая, специализируется на производстве дорожно-строительной техники. Штаб-квартира расположена в городе Лунъянь (провинция Фуцзянь).

## История
Предприятие основано в 1993 году под названием China Infrastructure Machinery Holdings Limited. В 2005 году компания попала в листинг Гонконгской фондовой биржи.
В 2018 году Lonking подписал стратегическое сотрудничество с компанией Weichai Holding Group.

## Деятельность
В состав Lonking Holdings входит 19 дочерних компаний, сосредоточенных на четырех основных производственных базах в провинциях Фуцзянь, Цзянси и Хэнань, а также в городе Шанхай. Эти подразделения занимают более 4 тыс. акров производственных площадей и имеют более 11 тыс. сотрудников.
Lonking Holdings производит около 200 тыс. единиц техники в год: колесные погрузчики, экскаваторы, дорожные катки, автогрейдеры и бульдозеры. Кроме того, компания разрабатывает и производит коробки передач, гидротрансформаторы, оси, гидравлические компоненты, приводные валы и другие комплектующие.

## Собственники и руководство
Председателем совета директоров является Ли Синьян, который по состоянию на 2019 год занимал 531-е место среди самых богатых людей Китая с капиталом в 7,5 млрд юаней.

## Дочерние компании
- Lonking Shanghai Machinery
- Lonking (Shanghai) Precision Hydraulic Component
- Lonking Fujian Machinery